# Don Horn
Don Horn é um ex-jogador profissional de futebol americano estadunidense.

## Carreira
Don Horn foi campeão do Super Bowl II jogando pelo Green Bay Packers.